# Aaron Miller
Aaron Michael Miller (* 11. August 1971 in Buffalo, New York) ist ein ehemaliger US-amerikanischer Eishockeyspieler, der im Verlauf seiner aktiven Karriere zwischen  und  unter anderem 757 Spiele für die Nordiques de Québec, Colorado Avalanche, Los Angeles Kings und Vancouver Canucks in der National Hockey League auf der Position des Verteidigers bestritten hat. Seinen größten Karriereerfolg feierte Miller im Trikot der Nationalmannschaft der Vereinigten Staaten mit dem Gewinn der Silbermedaille bei den Olympischen Winterspielen 2002.

## Karriere
Aaron Miller begann seine Karriere als Eishockeyspieler in der Mannschaft der University of Vermont, für die er von 1989 bis 1993 aktiv war. Zuvor war der Verteidiger bereits als Juniorenspieler im NHL Entry Draft 1989 in der fünften Runde als insgesamt 88. Spieler von den New York Rangers ausgewählt worden. Für die Rangers spielte er allerdings nie, da diese ihn am 17. Januar 1991 zusammen mit einem Fünftrunden-Wahlrecht für den NHL Entry Draft 1991 im Tausch für Joe Cirella an die Nordiques de Québec abgaben. Für die Franko-Kanadier gab der Miller in der Saison 1993/94 sein Debüt in der National Hockey League. In jener Spielzeit sowie im folgenden Jahr spielte er allerdings hauptsächlich für Québecs Farmteam aus der American Hockey League, die Cornwall Aces.
Nach der Umsiedlung der Québec Nordiques spielte Miller zunächst auch in der Saison 1995/96 hauptsächlich für Cornwall in der AHL. Ab 1996 stand er ausschließlich für das neue Franchise der Colorado Avalanche in der NHL auf dem Eis. Im Februar 2001 wurde Miller im Rahmen eines Tauschgeschäfts an die Los Angeles Kings abgegeben, während die Avalanche am Ende der Spielzeit 2000/01 den Stanley Cup gewann. Für die Kings lief Miller insgesamt sechs Jahre lang in der NHL auf, ehe er nach der Saison 2007/08 bei deren Ligarivalen Vancouver Canucks seine Laufbahn beendete.

### International
Für die USA nahm Miller an der Junioren-Weltmeisterschaft 1991 sowie den Weltmeisterschaften 2004 und 2005 teil. Des Weiteren stand er im Aufgebot der USA beim World Cup of Hockey 2004 sowie den Olympischen Winterspielen 2002 in Salt Lake City und 2006 in Turin.

## Erfolge und Auszeichnungen
- 1990 ECAC All-Rookie Team
- 1993 ECAC First All-Star Team
- 1993 NCAA East Second All-American Team

### International
- 2002 Silbermedaille bei den Olympischen Winterspielen
- 2004 Bronzemedaille bei der Weltmeisterschaft

## Karrierestatistik

### International
Vertrat die USA bei:
| - Junioren-Weltmeisterschaft 1991 - Olympischen Winterspielen 2002 - Weltmeisterschaft 2004 | - World Cup of Hockey 2004 - Weltmeisterschaft 2005 - Olympischen Winterspielen 2006 |

(Legende zur Spielerstatistik: Sp oder GP = absolvierte Spiele; T oder G = erzielte Tore; V oder A = erzielte Assists; Pkt oder Pts = erzielte Scorerpunkte; SM oder PIM = erhaltene Strafminuten; +/− = Plus/Minus-Bilanz; PP = erzielte Überzahltore; SH = erzielte Unterzahltore; GW = erzielte Siegtore; 1 Play-downs/Relegation; Kursiv: Statistik nicht vollständig)